# Gibbaeum nuciforme
Gibbaeum nuciforme es una especie de planta suculenta perteneciente a la familia de las aizoáceas. Es originaria de Sudáfrica.

## Descripción
Es una pequeña planta suculenta perennifolia que alcanza los 4 cm de altura, y se encuentra en Sudáfrica, a una altitud de 530-850 m s. n. m. (metros sobre el nivel del mar).
Tiene forma de piedras que son dos hojas carnosas desiguales apretadas conjuntamente.

## Taxonomía
Gibbaeum nuciforme fue descrito por (Haw.) Glen & H.E.K.Hartmann y publicado en Illustrated Handbook of Succulent Plants. Aizoaceae 40. 2002[2001].
Etimología
Gibbaeum: nombre genérico que deriva del latín gibba, que significa ‘tuberculada’.
nuciforme: epíteto latino que significa ‘con forma de nuez’.
Sinonimia
- Mesembryanthemum nuciforme Haw. (1795) basónimo
- Gibbaeum cryptopodium (Kensit) L.Bolus
- Mesembryanthemum cryptopodium Kensit (1909)
- Gibbaeum helmiae L.Bolus (1933)
- Gibbaeum molle N.E.Br. (1926)[3][4]